# Chuyến săn bão táp
Chuyến săn bão táp (tựa tiếng Anh: Deadliest Catch) là một series truyền hình thực tế sản xuất bởi Original Productions cho kênh Discovery. Nó miêu tả cuộc sống thực tế trên những tàu đánh cá ở biển Bering trong suốt những mùa đánh bắt cua hoàng đế, cua tuyết và cua bairdi ở Alaska.
Cảng Dutch ở quần đảo Aleut là cơ sở của hoạt động cho các đội tàu đánh cá. Tên của chương trình xuất phát từ nguy cơ cao vốn có của chấn thương hoặc tử vong liên quan đến công việc.
Chuyến săn bão táp chiếu trên kênh Discovery vào 12 Tháng 4 năm 2005, và hiện đang được phát sóng tại hơn 200 quốc gia. Mùa đầu tiên bao gồm mười tập và tập cuối của mùa 1 được phát sóng vào ngày 14 tháng 6 năm 2005. Các mùa sau này đã được phát sóng vào tháng tư đến tháng sáu hoặc tháng bảy theo lịch trình mỗi năm kể từ mùa đầu năm 2005. Mùa thứ 12 được chiếu vào ngày 29 tháng 3 năm 2016.